# Abe Knoop
Abe Knoop (Willemstad, 28 augustus 1963) is een Nederlands keeperstrainer en voormalig voetballer die onder meer speelde voor Feyenoord, Sparta, Ajax en Vitesse.
In zijn jeugd speelde Knoop bij CVV Willemstad en vervolgens SC Feyenoord. Knoop doorliep de jeugdopleiding van Feyenoord en zou uiteindelijk één officiële wedstrijd in het eerste elftal spelen. Na twee jaar voor amateurclubs gespeeld te hebben, ook als aanvaller, deed hij in 1986 weer zijn intrede in het betaald voetbal bij Sparta Rotterdam. Zonder speelminuten te hebben gemaakt voor Sparta vertrok hij een seizoen later naar Eerste divisionist FC Wageningen, waar hij wel een basisplaats had. Knoop zou uiteindelijk vierennegentig wedstrijden voor FC Wageningen spelen. Hierna vond hij niet direct een nieuwe profclub en ging als aanvaller bij Neptunus spelen. In november 1990 vertrok Knoop naar de toenmalige landskampioen Ajax, waar hij derde doelman werd. In 1991 vertrok Knoop naar Vitesse, waar hij in zeven seizoenen uiteindelijk veertien wedstrijden zou spelen. Bij Vitesse was Knoop stand-in voor Raimond van der Gouw en later voor Sander Westerveld.

## Trainersloopbaan
In 1998 besloot Knoop zijn carrière te beëindigen en zich te richten op het keeperstrainerschap. Tot 2005 voerde Knoop deze functie uit bij Vitesse. Na veertien jaar dienstverband voor Vitesse vertrok Knoop in het kielzog van Ronald Koeman, die hoofdtrainer werd, naar Benfica. Na Koemans ontslag, een jaar later, ging Knoop als keeperstrainer aan de slag bij Al-Jazira Club. In 2010 ging hij als keeperstrainer met Co Adriaanse en assistent Luc Nijholt mee naar Qatar om daar het olympisch elftal te trainen. Eind maart 2011 werden de Nederlanders daar ontslagen. Knoop werd na dit avontuur hoofdtrainer van NSVV, dat uitkwam in de Tweede klasse van het amateurvoetbal. Knoop vertrok na het seizoen 2011/12 alweer bij de club uit Numansdorp. Knoop werd in 2012 jeugdtrainer bij PSV. Hij combineerde zijn taken bij PSV vanaf augustus 2016 met een functie als keeperstrainer van Nederland -19. In 2024 werd hij als keeperstrainer bij PSV opgevolgd door Kevin Begois en werd zelf keeperscoördinator.

## Carrière
| seizoen | club             | competitie     | wed. | goals |
| ------- | ---------------- | -------------- | ---- | ----- |
| 1983/84 | Feyenoord        | Eredivisie     | 1    | 0     |
| 1984/85 | NSVV             |                | ?    | ?     |
| 1985/86 | BVV Barendrecht  |                | ?    | ?     |
| 1986/87 | Sparta Rotterdam | Eredivisie     | 0    | 0     |
| 1987/88 | FC Wageningen    | Eerste divisie | 32   | 0     |
| 1988/89 | FC Wageningen    | Eerste divisie | 28   | 0     |
| 1989/90 | FC Wageningen    | Eerste divisie | 34   | 0     |
| 1990/91 | Neptunus         | Eerste klasse  | ?    | ?     |
| 1990/91 | Ajax             | Eredivisie     | 0    | 0     |
| 1991/92 | Vitesse          | Eredivisie     | 0    | 0     |
| 1992/93 | Vitesse          | Eredivisie     | 0    | 0     |
| 1993/94 | Vitesse          | Eredivisie     | 0    | 0     |
| 1994/95 | Vitesse          | Eredivisie     | 1    | 0     |
| 1995/96 | Vitesse          | Eredivisie     | 13   | 0     |
| 1996/97 | Vitesse          | Eredivisie     | 0    | 0     |
| 1997/98 | Vitesse          | Eredivisie     | 0    | 0     |